# Cricket bei den Olympischen Spielen
Cricket war bisher nur einmal olympisch. Zwar sollte es bereits bei den ersten Olympischen Spielen in Athen 1896 ausgetragen werden, aber mangels Beteiligung fiel der einzige dort vorgesehene Mannschaftssport aus.
So kam es am 19. und 20. August 1900 in Paris zum einzigen Cricket-Spiel der olympischen Geschichte. England (Devon County Wanderers) gewann das Zwei-Tage-Spiel gegen Frankreich (Standard Athletic Club) mit 157 Punkten - laut Score-Karte war es sogar ein Punkt mehr.
Das vor allem im Commonwealth verbreitete Cricket wurde seitdem nicht mehr bei den Olympischen Spielen ausgetragen. Bei den Commonwealth Games gab es die erste Austragung im Jahr 1998 im Ein-Tages-Cricket. Seit der Etablierung des nur wenige Stunden dauernden Twenty20-Cricket wurde von Seiten des Weltverbandes ICC darüber diskutiert sich für künftige Olympische Spiele zu bewerben. Der ICC trat mit dem Internationales Olympisches Komitee (IOK) in Verhandlungen um Cricket bei den Olympischen Sommerspielen 2028 in Los Angeles in das Programm aufzunehmen. Im Oktober 2023 wurde es auf die Shortlist für diese Olympischen Spiele gesetzt und das T20I-Format wurde vom IOC genehmigt. Damit wird Cricket nach 128 Jahren wieder Teil der Olympischen Spiele sein, wobei erstmals auch Frauen teilnehmen werden.

## Übersicht der Wettbewerbe
| Wettbewerb             | 96 | 00 | 04 | 06 | 08 | 12 | 20 | 24 | 28 | 32 | 36 | 48 | 52 | 56 | 60 | 60 | 64 | 72 | 76 | 80 | 84 | 88 | 92 | 96 | 00 | 04 | 08 | 12 | 16 | 20 | 24 | 28 | 32 | Gesamt |
| ---------------------- | -- | -- | -- | -- | -- | -- | -- | -- | -- | -- | -- | -- | -- | -- | -- | -- | -- | -- | -- | -- | -- | -- | -- | -- | -- | -- | -- | -- | -- | -- | -- | -- | -- | ------ |
| Männer                 |    | •  |    |    |    |    |    |    |    |    |    |    |    |    |    |    |    |    |    |    |    |    |    |    |    |    |    |    |    |    |    |    |    | 1      |
| Frauen                 |    |    |    |    |    |    |    |    |    |    |    |    |    |    |    |    |    |    |    |    |    |    |    |    |    |    |    |    |    |    |    |    |    |        |
| Anzahl der Wettbewerbe |    | 1  |    |    |    |    |    |    |    |    |    |    |    |    |    |    |    |    |    |    |    |    |    |    |    |    |    |    |    |    |    |    |    | 1      |

## Ewiger Medaillenspiegel
Stand: 1900
| Rang | Land           | Goldmedaille | Silbermedaille | Bronzemedaille | Gesamt |
| ---- | -------------- | ------------ | -------------- | -------------- | ------ |
| 1    | Großbritannien | 1            |                |                | 1      |
| 2    | Frankreich     |              | 1              |                | 1      |